# Torre de Francia (Alcázar de Madrid)
La Torre de Francia (o Torre del Hermafrodita) fue una estructura situada en el ángulo noroccidental del desaparecido Alcázar de Madrid. Fue conocida por haber servido de prisión a Francisco I de Francia, motivo por el que recibe su nombre.

## Historia.
El origen de la torre se sitúa en el momento de la reformas emprendidas en el Alcázar por Juan II de Castilla. Muy posiblemente la torre, de planta cuadrada, vino a sustituir una torre semicircular, como las del resto de la fachada de poniente. En aquel momento, la estancia que se encontraba a la altura del piso principal, era conocida como "quadra dorada". Este nombre apunta a una decoración en esos tonos.
Tras la batalla de Pavía, Francisco I de Francia fue capturado y pasó parte de su prisión en Madrid. Según la historiografía tradicional, la primera parte de su cautiverio la paso en la Torre de los Lujanes, y la segunda en esta torre del Alcázar. Con posterioridad a la firma del Tratado de Madrid (1526), Francisco I sería liberado y volvería a Francia, dejando su nombre a la torre.
En la segunda mitad del siglo XVI, dentro de las reformas realizadas por Felipe II, este monarca trató de asegurar una mejor integración de la torre a sus habitaciones. Según Barbeito Díez este ejercicio se englobaba dentro de la dificultad por hacer que los elementos defensivos del alcázar medieval se incorporaran a los nuevos espacios palaciegos.
Hacia 1626, según la descripción que acompañaba al Plano de Gómez de Mora, la estancia situada en el piso principal de la torre era: apossento en que el Rey tiene sus libros. En este plano la pieza de la torre se representaba bajo el número 19.
Por su parte en la segunda mitad del siglo XVII, la torre sería conocida como Torre del Hermafrodita por albergar la estatua homónima traída por Velázquez de su segundo viaje a Italia.Esta escultura era una copia en bronce realizadas por Matteo Bonuccelli del original romano clásico y que en el Inventario del Alcázar de 1666, situaba este bulto en: Pieza que cae al Parque a la entrada de la Galería del Cierzo.
La torre se vería afectada por el incendio del Alcázar en la nochebuena de 1734.

## Descripción
La torre presentaba un aspecto exterior correspondiente a su origen medieval. Barbeito considera que la torre supone un nexo de unión entre las distintos elementos esenciales del alcázar: cuarto del Rey en el piso principal, el parque (actual Campo del Moro) y los pisos bajo y superior. Además la torre contaba con las mejores vistas de la sierra de Guadarrama, por su posición.
Entre la torre y la siguiente más al sur se situaban, para conectarlas, unos corredorcillos, desde la parte más baja del muro hasta la altura del suelo del piso principal. Estos corredores se realizaron en estilo clásico por Juan Bautista de Toledo. Según anotación de Felipe II sobre un dibujo previo a su construcción, sobre su parte inferior:
«En este portal an de poder estar los caballos cuando lloviere y yo quisiere salir por esta puerta falsa»

### Individuales
1. ↑  Rouvroy, Louis de, duque de Saint-Simon (1988).  Yves Coirault, ed. Mémoires suivi de Additions au Journal de Dangeau (en francés) VIII. Bibliothèque de la Pléiade. pp. 372-375.
2. ↑  Alonso Ruiz, Begoña (30 de diciembre de 2014). «El Alcázar de Madrid. Del castillo Trastámara al palacio de los Austrias (Ss. XV-1543)». Archivo Español de Arte 87 (348): 335-350. ISSN 1988-8511. doi:10.3989/aearte.2014.21. Consultado el 5 de julio de 2023.
3. ↑  Barbeito Díez, 1992, pp. 6-7.
4. ↑  Rey, Jean (1837). Histoire de la captivité de François Ier (en francés). Chez Techener. pp. 124-125. Consultado el 2 de julio de 2023.
5. ↑  Iñiguez Almech, Francisco (1952). «El Alcázar de Madrid». Casas reales y jardines de Felipe II. Cuadernos de trabajo de la Escuela Española de Historia y Arqueología en Roma. CSIC - Escuela Española de Historia y Arqueología (EEHAR). p. 74. Wikidata Q113650655.
6. ↑  Orson, 1986, p. 18.
7. ↑  «Hermafrodito». Museo del Prado.
8. ↑  Barbeito Díez, 1992, p. 41.